# Hipomanía

Comparación simplificada de los trastornos bipolares I, II y ciclotimia.

La hipomanía (literalmente «baja manía» o «menor que manía») es un psiquiátrico síndrome conductual caracterizado esencialmente por una elevación del estado de ánimo aparentemente no contextual (es decir, euforia) que contribuye a un comportamiento persistentemente desinhibido. Este trastorno se caracteriza por un estado afectivo caracterizado por un ánimo persistentemente expansivo, hiperactivo o irritable, como también por pensamientos y comportamientos consecuentes a ese ánimo que se distingue de un estado de ánimo normal. Este estado de ánimo en ocasiones puede constituir una de las fases del trastorno bipolar tipo II y de la ciclotimia.
El individuo con esta condición puede experimentar irritabilidad, no necesariamente menos severa que la manía completa; de hecho, la presencia de irritabilidad marcada es una característica documentada de los episodios hipomaníacos y mixtos en el trastorno bipolar II. Según los criterios del DSM-5, la hipomanía se distingue de la manía en que no hay un deterioro funcional significativo; la manía, por definición del DSM-5, incluye un deterioro funcional significativo y puede presentar características psicóticas.
Los comportamientos característicos de las personas que experimentan hipomanía incluyen una notable disminución en la necesidad de sueño, un aumento general de la energía, comportamientos y acciones inusuales, y un aumento marcadamente distintivo en la locuacidad y la confianza, comúnmente exhibido con una fuga de ideas creativas. Otros síntomas relacionados pueden incluir sentimientos de grandiosismo, distracción e hipersexualidad. Aunque el comportamiento hipomaníaco a menudo genera productividad y entusiasmo, puede volverse problemático si el sujeto se involucra en comportamientos arriesgados o de otro modo desaconsejables, o los síntomas se manifiestan en problemas con los eventos de la vida cotidiana. Cuando los episodios maníacos se dividen en etapas de progresión según la severidad sintomática y las características asociadas, la hipomanía constituye la primera etapa del síndrome, en la cual las características cardinales (euforia o irritabilidad aumentada, presión del habla, hiperactividad, aumento de energía, disminución de la necesidad de sueño y fuga de ideas) son más claramente evidentes.

## Signos y síntomas
Los individuos en un estado hipomaníaco pueden tener una disminución en la necesidad de sueño, pueden ser extremadamente sociables y competitivos, y tener una gran cantidad de energía. Por lo demás, a menudo funcionan completamente (a diferencia de los individuos que experimentan un episodio maníaco).

### Marcadores distintivos
Específicamente, la hipomanía se distingue de la manía por la ausencia de síntomas psicóticos y por su menor grado de impacto en el funcionamiento.
La hipomanía es una característica del trastorno bipolar II y la ciclotimia, pero también puede ocurrir en el trastorno esquizoafectivo. La hipomanía también es una característica del trastorno bipolar I; surge en una procesión secuencial a medida que el trastorno del estado de ánimo fluctúa entre un estado de ánimo normal (es decir, eutimia) y manía. Algunos individuos con trastorno bipolar I tienen episodios hipomaníacos además de maníacos. La hipomanía también puede ocurrir cuando los estados de ánimo progresan hacia abajo desde un estado de ánimo maníaco hacia un estado de ánimo normal. A veces se le atribuye a la hipomanía un aumento en la creatividad y la energía productiva. Numerosas personas con trastorno bipolar han acreditado a la hipomanía con darles una ventaja en su ámbito de trabajo.
Las personas que experimentan hipertimia, o «hipomanía crónica», enfrentan síntomas similares a los de la hipomanía pero de manera más prolongada.

### Trastornos asociados
La ciclotimia, una condición de fluctuaciones continuas del estado de ánimo, se caracteriza por experiencias oscilantes de hipomanía y depresión que no cumplen con los criterios diagnósticos para episodios maníacos o depresivos mayores. Estos períodos a menudo están intercalados con períodos de funcionamiento relativamente normal (eutímico).
Cuando un paciente presenta una historia de al menos un episodio de hipomanía y depresión mayor, cada uno de los cuales cumple con los criterios diagnósticos, se diagnostica trastorno bipolar II. En algunos casos, los episodios depresivos ocurren rutinariamente durante el otoño o invierno y los hipomaníacos en la primavera o verano. En tales casos, se habla de un «patrón estacional».
Si no se trata, y en aquellos predispuestos, la hipomanía puede transicionar a manía, que puede ser psicótica, en cuyo caso el trastorno bipolar I es el diagnóstico correcto.

## Causas
A menudo, en aquellos que han experimentado su primer episodio de hipomanía —por definición sin características psicóticas— puede haber una historia larga o reciente de depresión o una mezcla de hipomanía combinada con depresión (conocida como estado afectivo mixto) antes de la aparición de síntomas maníacos. Esto comúnmente surge en la adolescencia media a tardía. Dado que los años adolescentes son típicamente un período emocionalmente cargado de la vida, no es raro que los cambios de humor sean descartados como comportamiento hormonal adolescente normal y que un diagnóstico de trastorno bipolar se pase por alto hasta que haya evidencia de una fase maníaca o hipomaníaca obvia.
En casos de episodios hipomaníacos inducidos por medicamentos en personas con depresión unipolar, la hipomanía casi siempre puede eliminarse reduciendo la dosis del medicamento, discontinuando el medicamento por completo o cambiando a un medicamento diferente si la discontinuación del tratamiento no es posible.
La hipomanía puede estar asociada con el trastorno narcisista de la personalidad.

## Psicopatología
La manía y la hipomanía suelen estudiarse juntas como componentes de los trastornos bipolares, y se asume que la fisiopatología es la misma. Dado que los medicamentos noradrenérgicos y dopaminérgicos son capaces de desencadenar hipomanía, se han propuesto teorías relacionadas con la hiperactividad monoaminérgica. Una teoría que unifica la depresión y la manía en individuos bipolares propone que una regulación serotonérgica disminuida de otras monoaminas puede resultar en síntomas depresivos o maníacos. Las lesiones en los lóbulos frontal y temporal del lado derecho también se han asociado con la manía.

## Diagnóstico
El DSM-IV-TR define un episodio hipomaníaco como aquel que incluye, durante al menos cuatro días, un estado de ánimo elevado más tres de los siguientes síntomas O un estado de ánimo irritable más cuatro de los siguientes síntomas, cuando los comportamientos son claramente diferentes de cómo actúa la persona típicamente cuando no está deprimida:
- Verborrea o habla apresurada (hablar en exceso, hasta cansar al otro)
- Autoestima inflada o grandiosismo
- Disminución de la necesidad de sueño
- Fuga de ideas o la experiencia subjetiva de que los pensamientos están acelerados
- Fácilmente distraído
- Irritabilidad
- Aumento en la actividad dirigida a objetivos (por ejemplo, actividad social, en el trabajo o hipersexualidad), o agitación psicomotriz
- Deseo e impulso por el éxito
- Involucración en actividades placenteras que pueden tener un alto potencial para consecuencias psicosociales o físicas negativas (por ejemplo, indiscreciones sexuales, conducción temeraria, conflictos físicos y verbales, comportamiento profesional o financiero inapropiado, etc.).[24]

Una forma de hipomanía menor es llamada hipertimia.
A diferencia de los que padecen manía, aquellos con sistemas hipomaníacos son plenamente funcionales, e incluso son de hecho a menudo más productivos de lo normal. Específicamente, la hipomanía se distingue de la manía por la ausencia de síntomas psicóticos y por su menor grado de impacto en la funcionalidad. Un episodio hipomaníaco no es un trastorno psicopatológico en sí, sino que en ocasiones, podría ser una característica de otros cuadros como la ciclotimia y el trastorno bipolar tipo II (según el DSM-IV-TR: Manual diagnóstico y estadístico de los trastornos mentales, en su cuarta edición). 
Tal y como consta en la actual tercera edición del CIE-10-ES (enero de 2020), la hipomanía (F30.8) puede en muchas ocasiones sencillamente tratarse de un caso de «excitación reactiva por traumatismo psicológico».

## Tratamiento

### Medicamentos
Los medicamentos antimaníacos se utilizan para controlar los ataques agudos y prevenir episodios recurrentes de hipomanía, combinados con una variedad de terapias psicológicas. La duración recomendada del tratamiento varía de dos a cinco años. También pueden ser necesarios antidepresivos para tratamientos existentes, pero se evitan en pacientes con una historia reciente de hipomanía. La sertralina ha sido debatida a menudo por tener efectos secundarios que pueden desencadenar hipomanía.
Estos incluyen antipsicóticos como:
- Aripiprazol
- Clozapina
- Haloperidol
- Olanzapina
- Paliperidona
- Quetiapina
- Risperidona
- Ziprasidona

Otros medicamentos antimaníacos que no son antipsicóticos incluyen:
- Carbamazepina
- Litio
- Oxcarbazepina
- Valproato

Las benzodiacepinas como clonazepam o lorazepam pueden usarse para controlar la agitación y la excitación a corto plazo.

## Etimología
Los médicos griegos antiguos Hipócrates y Areteo llamaron a un tipo de personalidad «maníaco» (griego: μαινόμενοι, mainómenoi). En la psiquiatría del siglo XIX, cuando la manía tenía un significado amplio de locura, la hipomanía fue equiparada por algunos a conceptos de «locura parcial» o monomanía. El neuropsiquiatra alemán Emanuel Ernst Mendel introdujo la hipomanía («hipo» que significa «bajo» en griego) como un tipo específico de manía en 1881, escribiendo, «Bajo estas circunstancias, con respecto a los 'μαινόμενοι' ya utilizados por Hipócrates, propongo que las formas de manía que muestran el cuadro clínico típico de la manía solo en un desarrollo leve, de manera abortiva, deberían llamarse hipomanía». Definiciones operativas más estrechas de hipomanía se desarrollaron en las décadas de 1960 y 1970.

## Hipomanía como efecto secundario
La hipomanía puede también ser un efecto secundario de numerosos medicamentos, muchas veces (aunque no siempre) psicofarmacológicos; los pacientes con depresión severa quienes sufren hipomanía como efecto secundario de (por ejemplo) los antidepresivos, pueden resultar tener una forma de trastorno bipolar no detectada previamente. La hipomanía inducida por fármacos no es un indicativo invariable de trastornos afectivos bipolares. La diferencia entre los trastornos uni- y bi-polar es esencial para el análisis de los cambios; consecuentemente, para los investigadores y para los profesionales de la salud mental es importante distinguir la hipomanía inducida por fármacos en pacientes bipolares de la misma en pacientes depresivos unipolares (no bipolares). 
La hipomanía puede también ocurrir como efecto secundario de otros medicamentos prescritos para trastornos o enfermedades no psicológicas. En estos casos, como en los de la hipomanía inducida por fármacos en depresivos unipolares, esta puede ser eliminada casi invariablemente bajando la dosis de la droga, retirándola por completo, o cambiando a una distinta si la discontinuación del tratamiento no es posible.